# Necropoli di Tebe

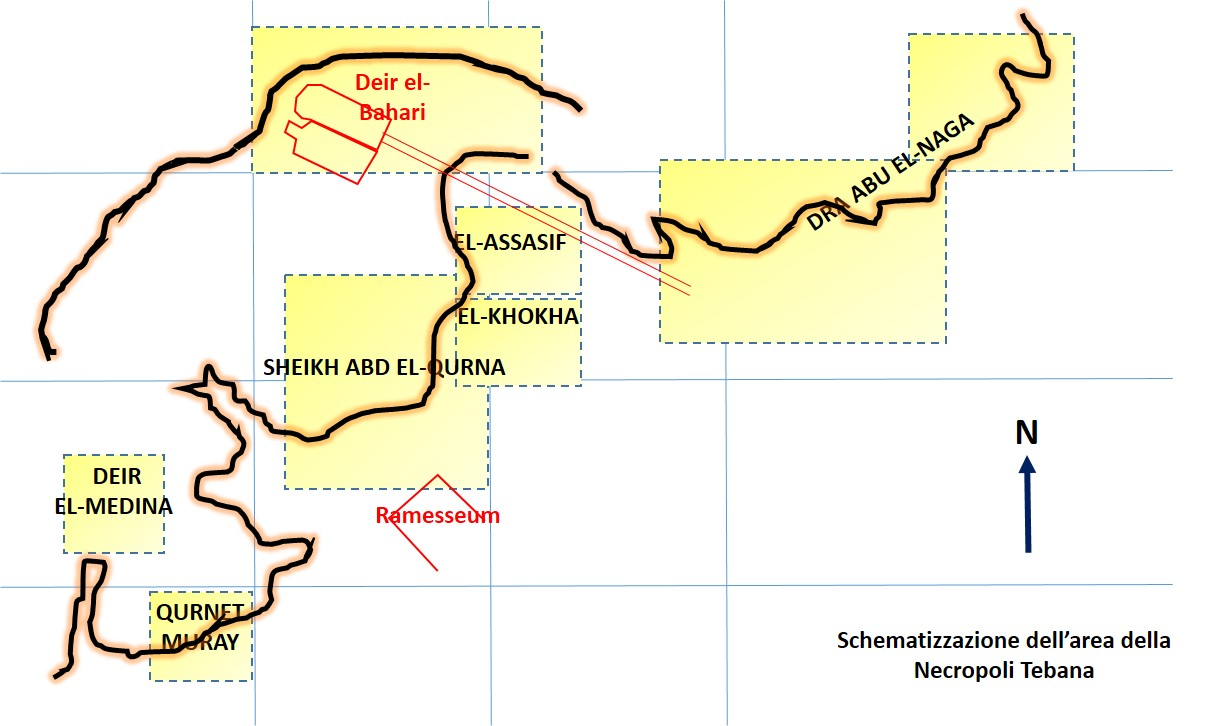
Schematizzazione delle posizioni reciproche delle necropoli dell'area tebana, in Egitto

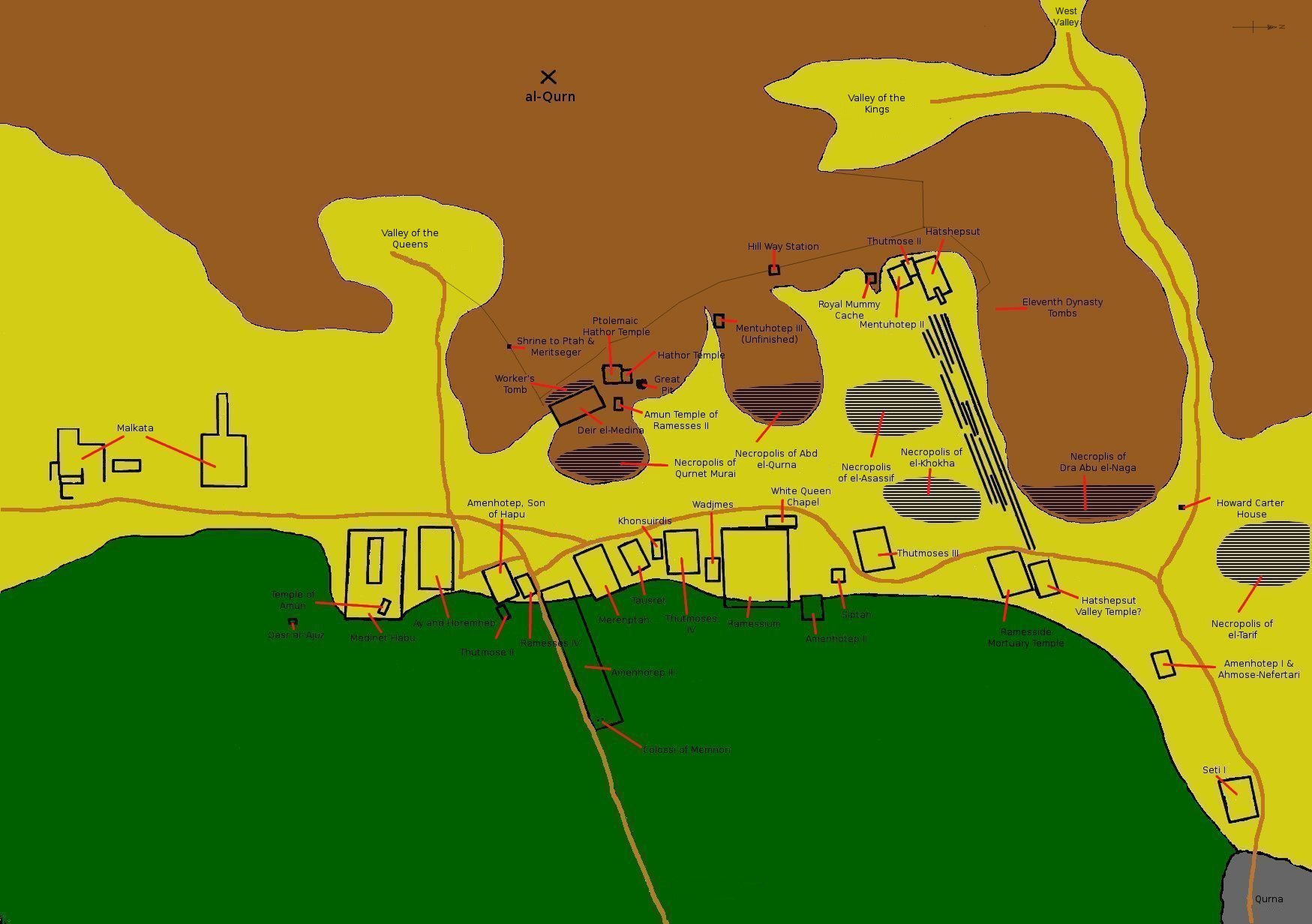
L'area della Necropoli tebana

La necropoli di Tebe (o necropoli tebana) è un sito archeologico egizio, posto sulla sponda ovest del Nilo, nei pressi dell'attuale città di Luxor (l'antica Uaset, la greca Tebe).
Infatti, i campi della Duat, ovvero l'aldilà egizio, si trovavano, secondo le credenze, proprio sulla riva occidentale del grande fiume.
Nella sua epoca di utilizzo, l'area era nota come "Quella di fronte al suo Signore" (con riferimento alla riva orientale, dove si trovavano le strutture dei palazzi di residenza dei re e i templi dei principali dei) o più semplicemente "Occidente di Tebe".
La denominazione "necropoli di Tebe", riconosciuta ed accettata dall'UNESCO che la inserì nella lista del Patrimonio dell'umanità nel 1979, appare di fatto restrittiva, giacché non è individuabile un'entità puntiforme e il termine indica un'area molto vasta che comprende più necropoli, nonché complessi funerari e templari comunque connessi a culti funerari. Sotto il profilo prettamente delle necropoli sono individuabili almeno dieci aree di sepoltura tra cui la Valle dei Re e la Valle delle Regine.
Sepolture nell'area sono attestate dalla fine del Primo periodo intermedio e, in tal senso, la necropoli più antica è quella di el-Tarif.
Successivamente, e conseguentemente all'individuazione della Valle dei Re come area di sepoltura dei sovrani della XVIII - XIX e XX dinastia (1552-1069 a.C. circa), l'area di Sheikh Abd el-Qurna venne prescelta per la sepoltura di nobili, funzionari e artigiani che operavano a favore della corte.
Le tombe della Necropoli, escluse quelle della Valle dei Re e della Valle delle Regine, sono complessivamente oltre 400.

## Necropoli reali
- Valle dei Re (nome moderno: "Wadi el-Muluk"): il cui nome originale era, in lingua egizia, Ta-sekhet-ma'at (il Grande Campo)[3], era anche indicata come ta-int, semplicemente la Valle. Per circa 500 anni, a partire dalla XVIII sino alla XX dinastia, ovvero dal 1552 a.C. al 1069 a.C.[4] venne scelta quale sede delle sepolture dei sovrani dell'Antico Egitto. Ospita, al 2017, 65 tra sepolture reali e non. La più nota delle sepolture è la tomba KV62 del re Tutankhamon.
- Valle delle Regine (nome moderno: "Biban el-Harim"): alle consorti reali ed ai principi di casa regnante, a partire dalla XVIII sino alla XX dinastia, era destinata un'altra area alquanto prossima, la Ta-Set-Neferu (ovvero: il luogo dei figli del re giacché, originariamente, qui vennero sepolti i figli dei sovrani). La Valle ospita, al 2017, oltre 70 tombe la più nota delle quali, per i preziosi rilievi parietali, è quella della grande sposa reale Nefertari, moglie del faraone Ramses II della XIX dinastia.

## Tombe dei nobili

Libro dei Morti di Nebhetep, scriba della necropoli, particolare. Tra il 1076 e il 944 a.C. Terzo periodo intermedio dell'Egitto. Museo Egizio, Torino.

- Tombe dei Nobili: comprende l'intera area tebana destinata a sepolture dei nobili e funzionari connessi alle case regnanti, specie della XVIII-XIX e XX dinastia. Le tombe sono oltre 400 ed erano contrassegnate da un Cono funerario che indicava il nome, il titolo dell'occupante e, talvolta, brevi preghiere. Ad oggi sono stati recuperati solo 80 coni su 400. Benché non rientranti nella categoria dei "nobili", si è soliti comprendere in tale ampia localizzazione anche le necropoli degli operai e delle maestranze che realizzavano le sepolture, specie reali, e delle tombe aveano cura.
  - el-Assasif: situata a sud della necropoli di Dra Abu el-Naga, nella piana di Deir el-Bahari, ospita sepolture della XVIII - XXV e XXVI dinastia.
  - el-Khokha: sita nella piana di Deir el-Bahari, a poca distanza dalla necropoli di el-Asassif, ospita oltre 50 tombe della XVIII-XIX e XX dinastia, nonché 3 del Primo periodo intermedio.
  - el-Tarif: posta quasi all'ingresso della Valle dei Re, la necropoli di el-TArif è la più antica dell'area tebana[5] e ospita tombe del tardo Primo periodo intermedio, del Medio Regno e del Secondo periodo intermedio, nonché mastabe attribuite ai principi locali risalenti all'Antico Regno (IV e V dinastia)[6].
  - Dra Abu el-Naga: ospita oltre 150 sepolture suddivise in due aree; l'una risalente al Medio Regno costituita da circa 100 tombe, e l'altra del Nuovo Regno da 60. Si ritiene che la Tomba AN-B ospitasse il re Amenofi I, secondo re della XVIII dinastia dopo la cacciata degli Hyksos, o la madre Ahmose Nefertari.
  - Qurnet Murai: situata nei pressi del villaggio operaio di Deir el-Medina, si tratta di una piccola necropoli che ospita tombe di funzionari della XVIII-XIX-XX dinastia, nonché una del periodo tolemaico e una del periodo Saitico (XXVI dinastia).
  - Sheikh Abd el-Qurna: situata sull'altura che sovrasta la piana di Deir el-Bahari ed i complessi templari di Mentuhotep II, dell'XI dinastia, Thutmose III e Hatshepsut della XVIII, ospita pochissime tombe dell'XI e XII dinastia, nonché circa 150 della XVIII-XIX-XX dinastia.
- Deir el-Medina: in egizio Pa demi ossia "la cittadina"[7]. Costituisce uno dei tre esempi noti di "villaggio operaio" (gli altri sono quello di Tell el-Amarna, l'antica Akhetaton, e di El-Kahum, nei pressi di el-Lashur) che ospitavano gli artigiani e, in genere, le maestranze preposte alla realizzazione e manutenzione delle tombe degli antichi Re. Si tratta, in questo caso, delle tombe della Valle dei Re.
  - Necropoli degli operai: si tratta delle sepolture degli operai che operavano nella Valle dei Re. Tombe ad architettura cosiddetta "composita" in cui la sovrastruttura è costituita da una piccola piramide costruita in materiale povero e deperibile e da un ipogeo con una vano sotterraneo coperto da una volta a mattoni.
  - Tempio rupestre di Meretseger: tempio rupestre, oggi in pessimo stato per crolli delle volte, che sovrastava il villaggio operaio di Deir el-Medina e che era il luogo di culto della dea Mertseger, Colei che ama il silenzio, o anche Colei che ama colui che ama il silenzio (ovvero il dio dei morti Osiride) personalizzazione dell'area collinare tebana e, segnatamente, della necropoli.

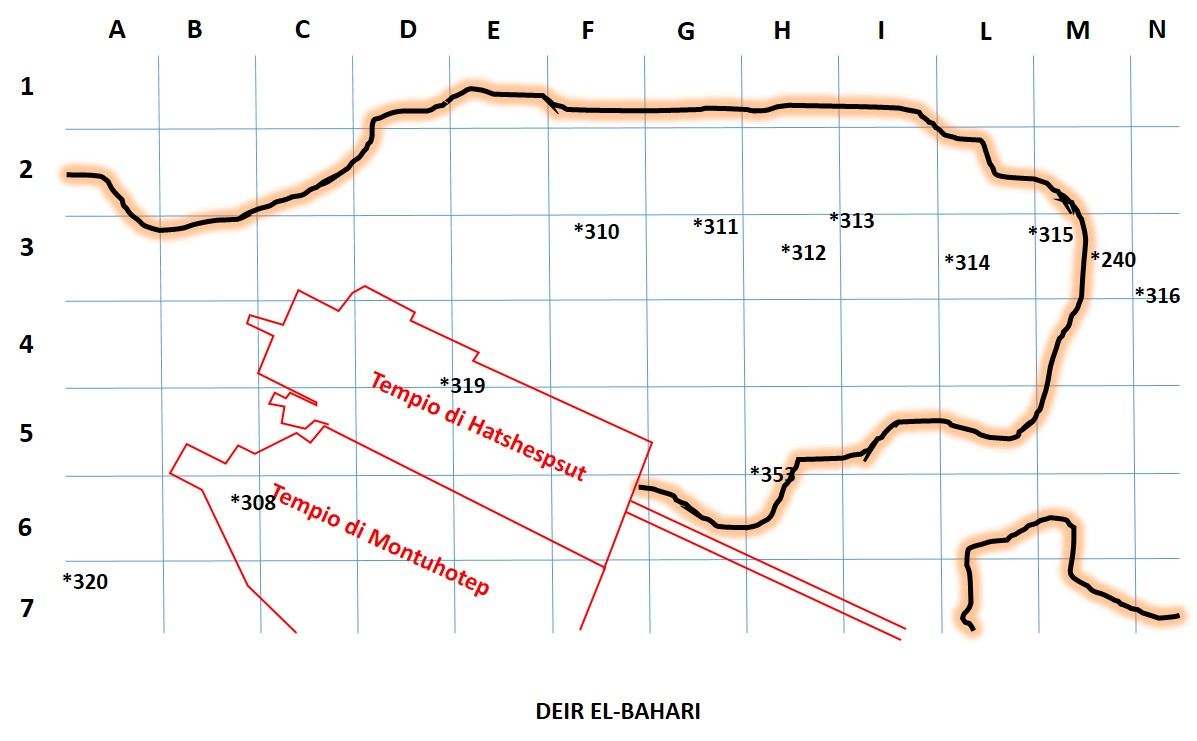
Planimetria schematica dell'area di Deir el-Bahari con l'indicazione delle Tombe dei Nobili presenti
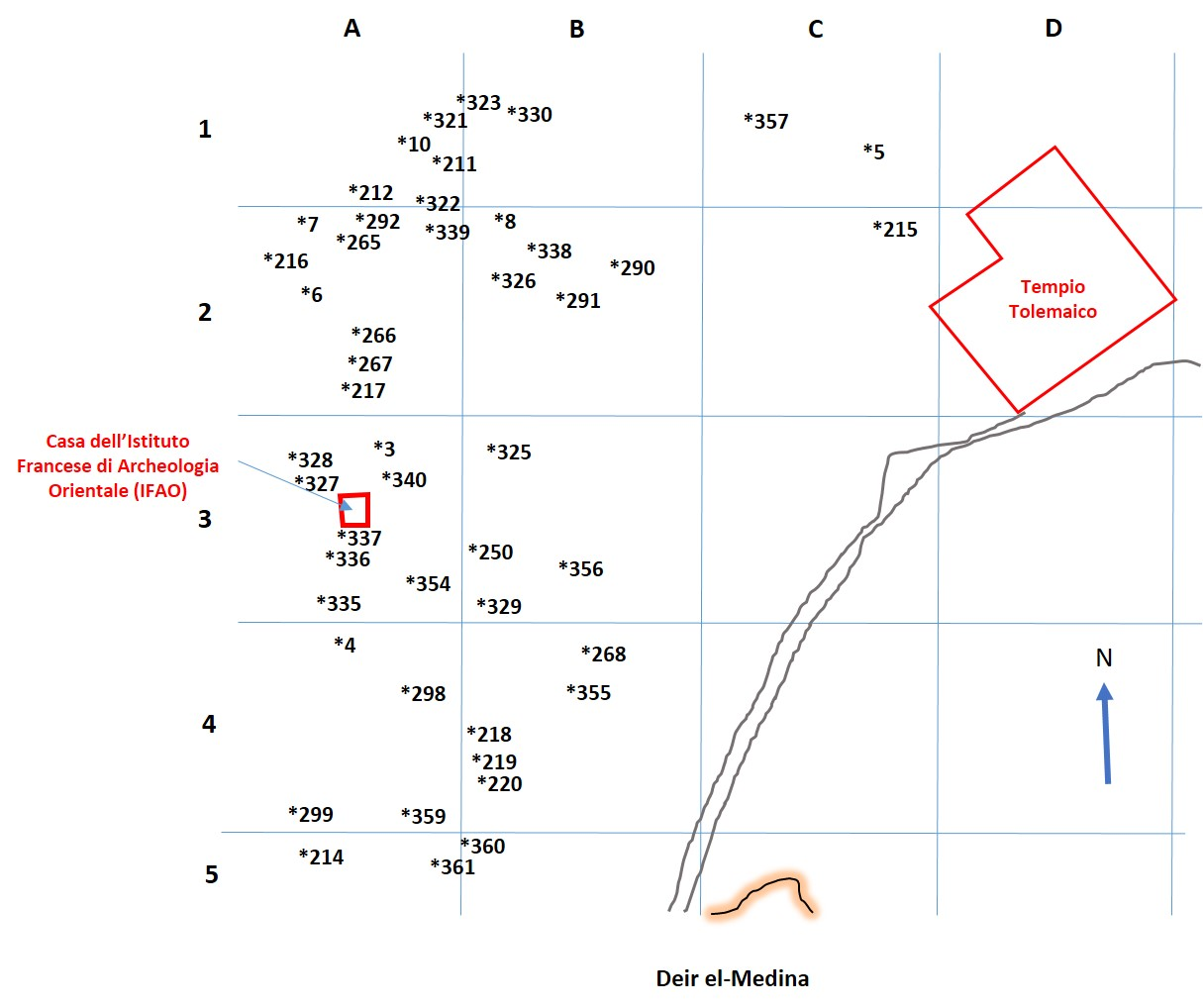
Planimetria schematica dell'area di Deir el-Medina con l'indicazione delle Tombe dei Nobili presenti
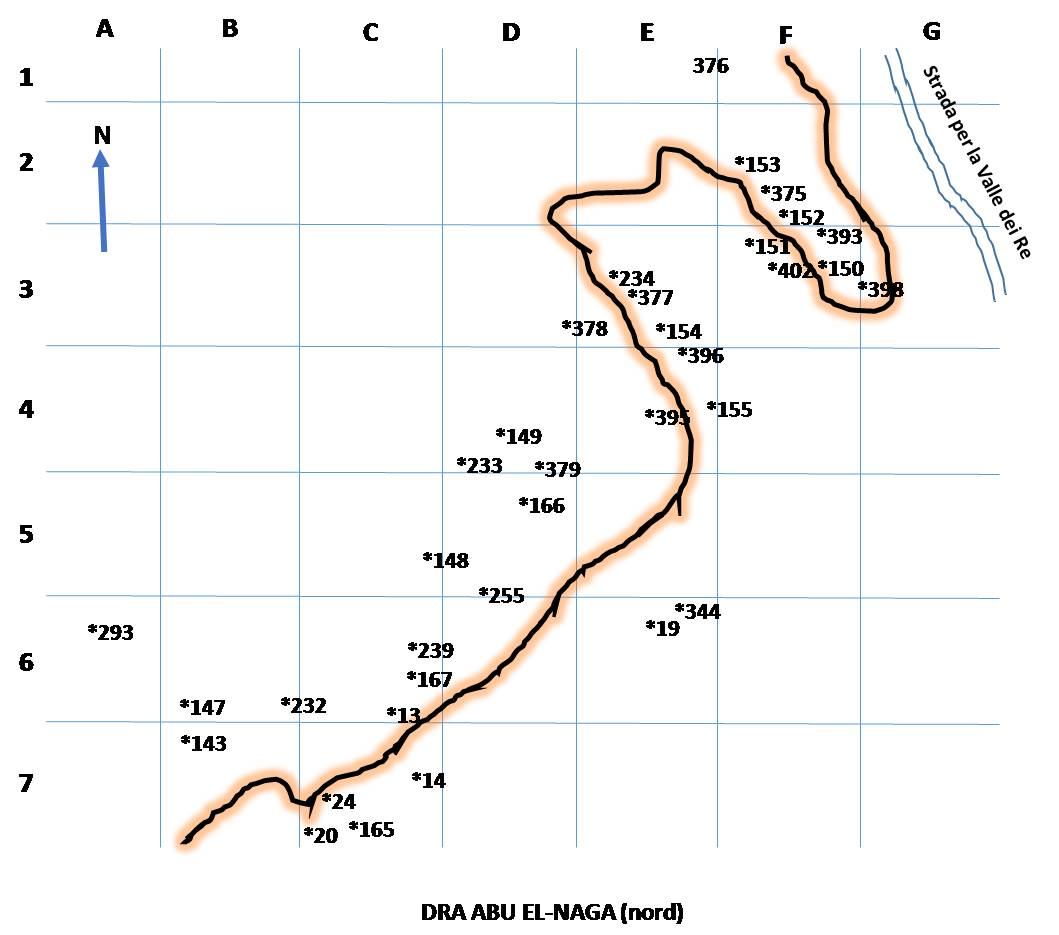
Planimetria schematica dell'area di Dra Abu el-Naga (area nord) con l'indicazione delle Tombe dei Nobili presenti
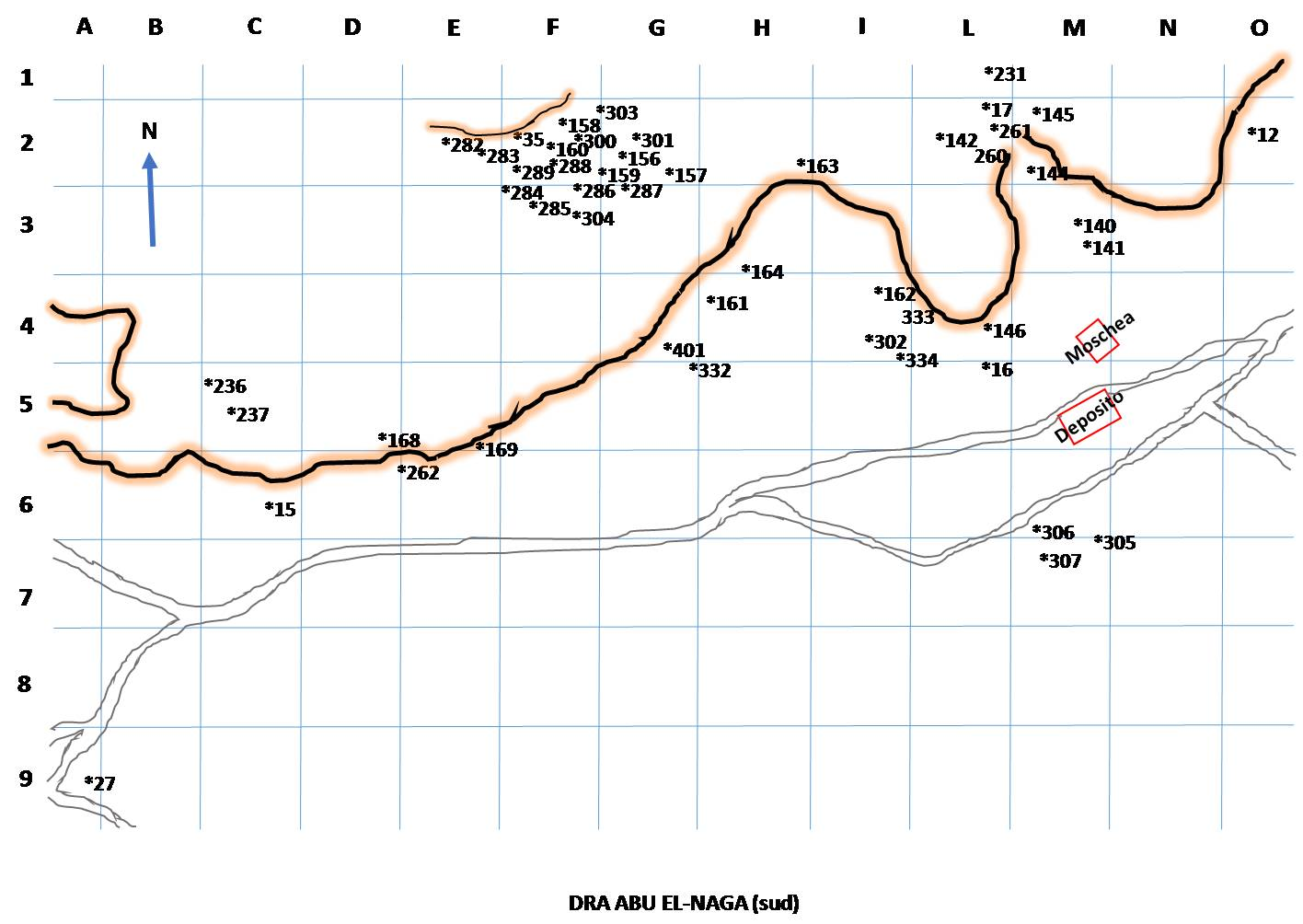
Planimetria schematica dell'area di Dra Abu el-Naga (area sud) con l'indicazione delle Tombe dei Nobili presenti
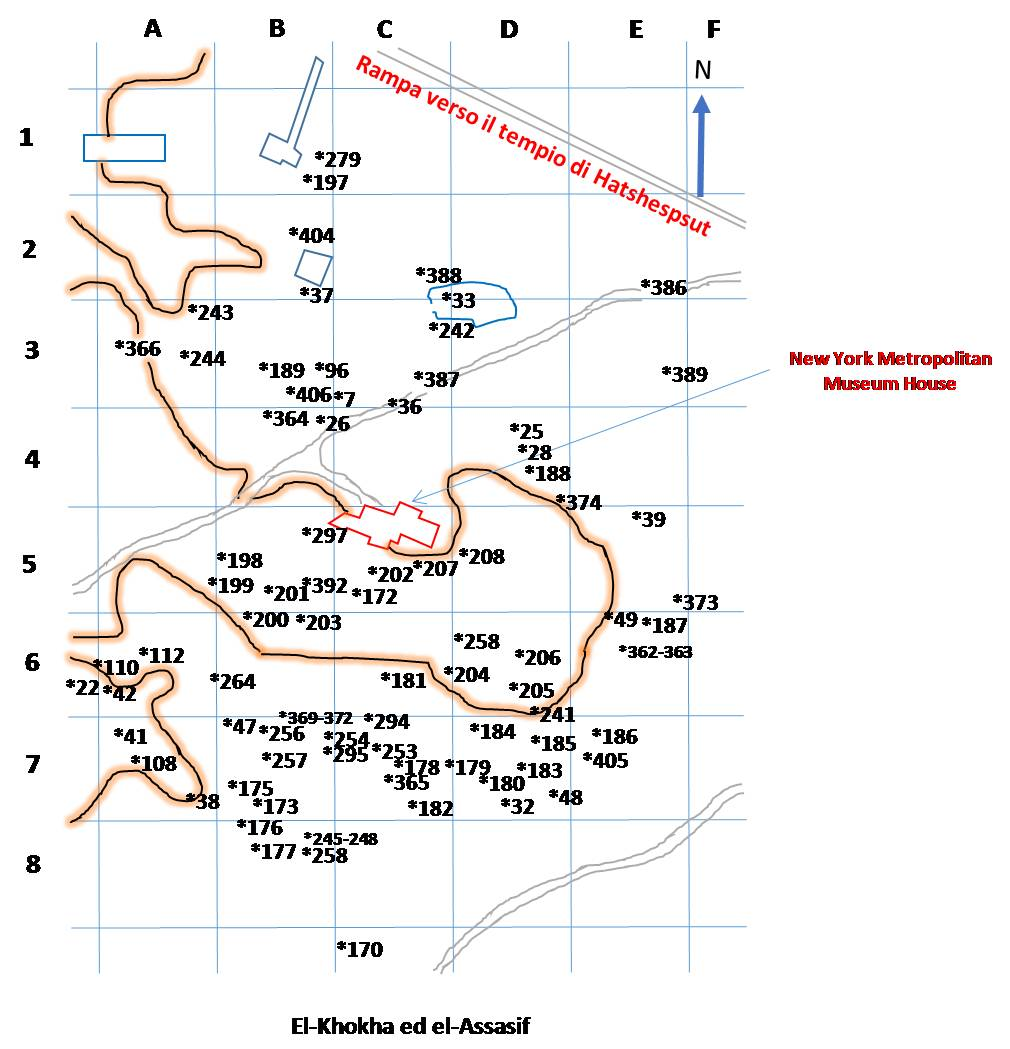
Planimetria schematica dell'area di el-Khokha ed el-Assasif con l'indicazione delle Tombe dei Nobili presenti
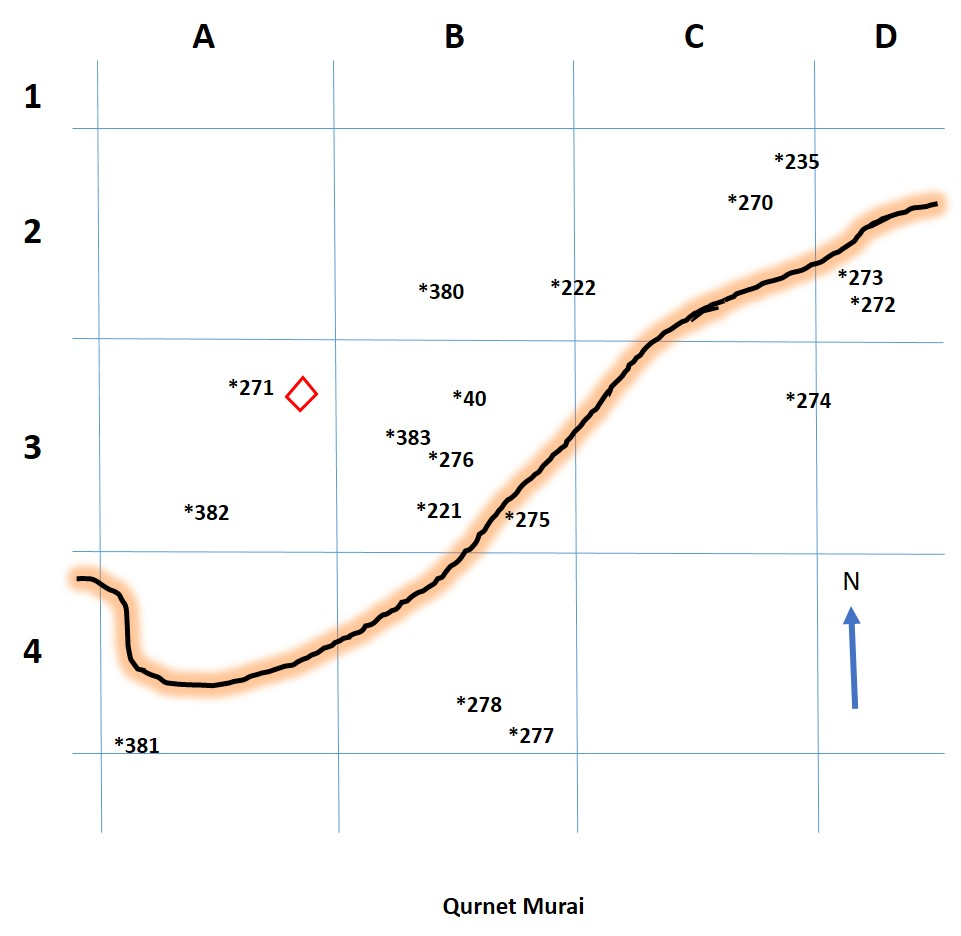
Planimetria schematica dell'area di Qurnet Murai con l'indicazione delle Tombe dei Nobili presenti
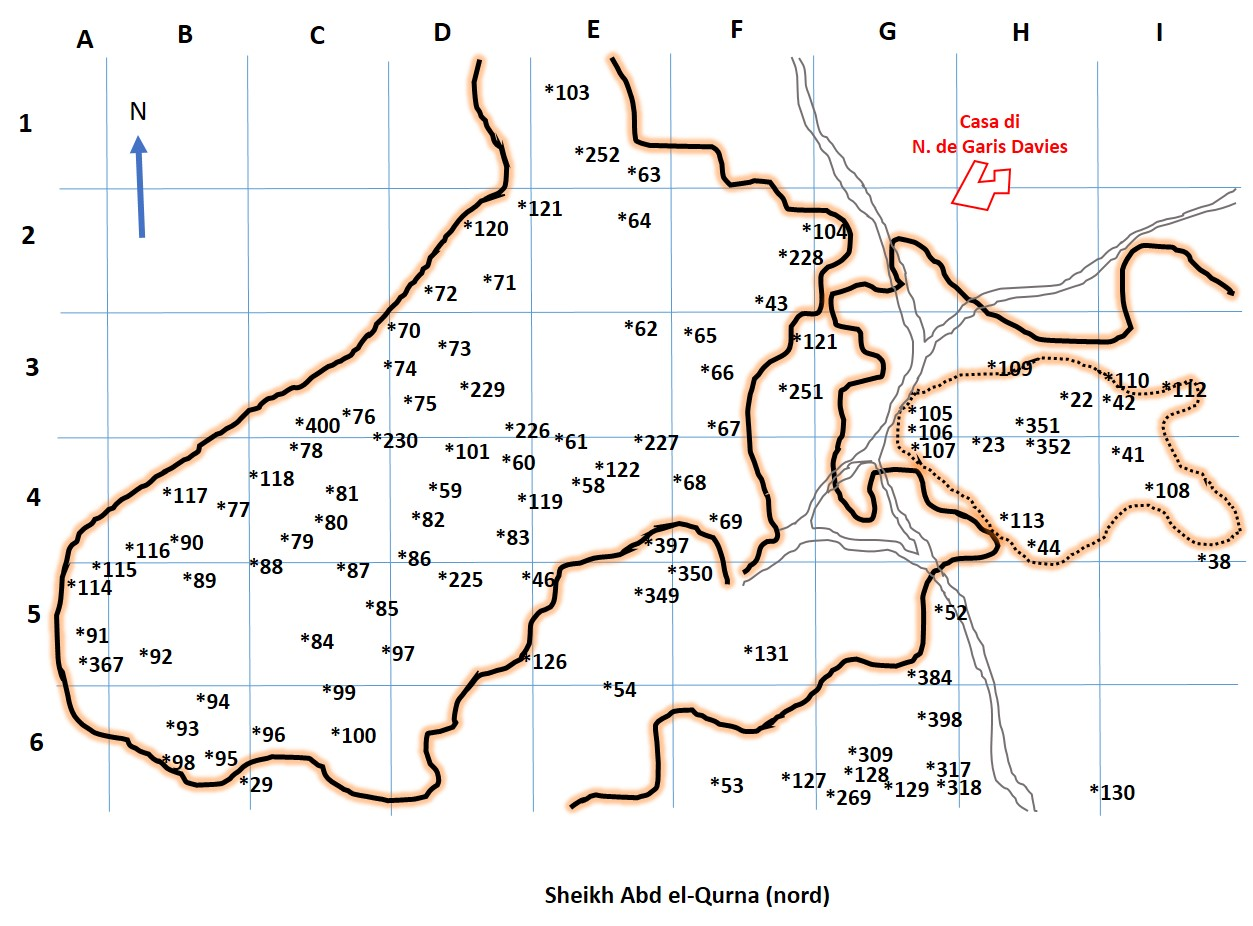
Planimetria schematica dell'area di Sheikh Abd el-Qurna (area nord) con l'indicazione delle Tombe dei Nobili presenti
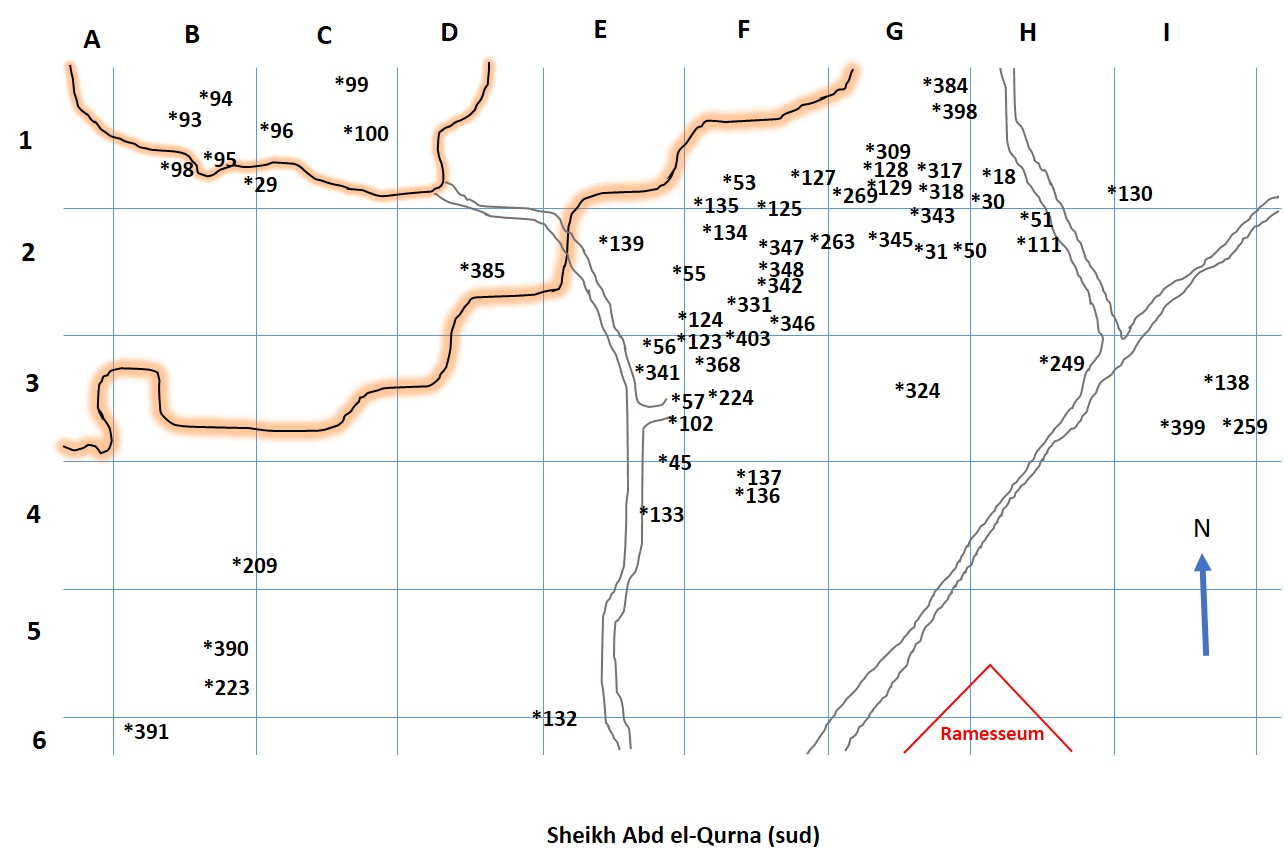
Planimetria schematica dell'area di Sheikh Abd el-Qurna (area sud) con l'indicazione delle Tombe dei Nobili presenti

## Templi funerari

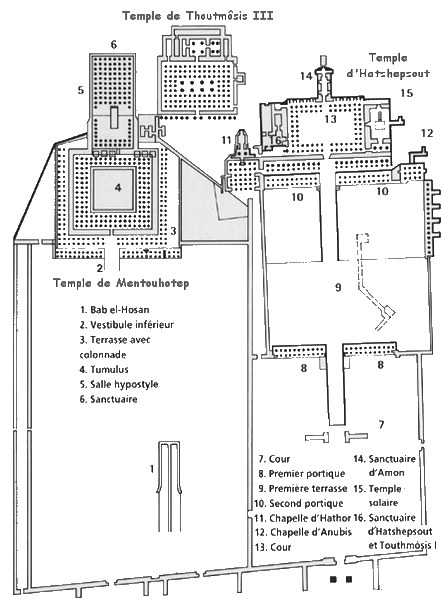
Mappa dell'area di Deir el-Bahari che ospita i tre complessi di Montuhotep, Hatshepsut e Thutmose III

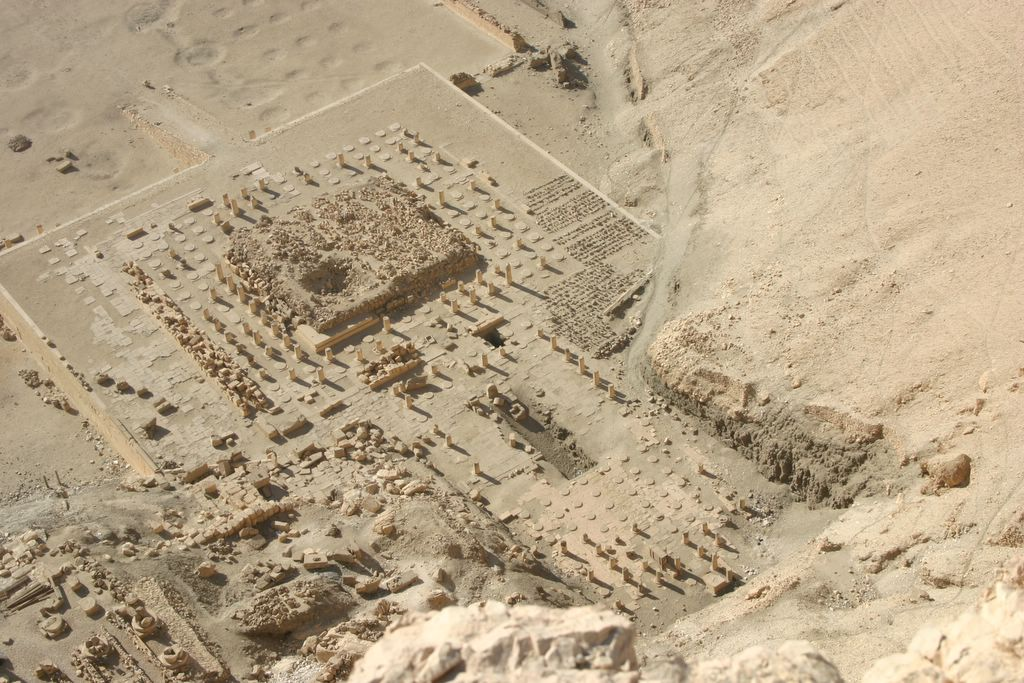
Il tempio di Montuhotep II

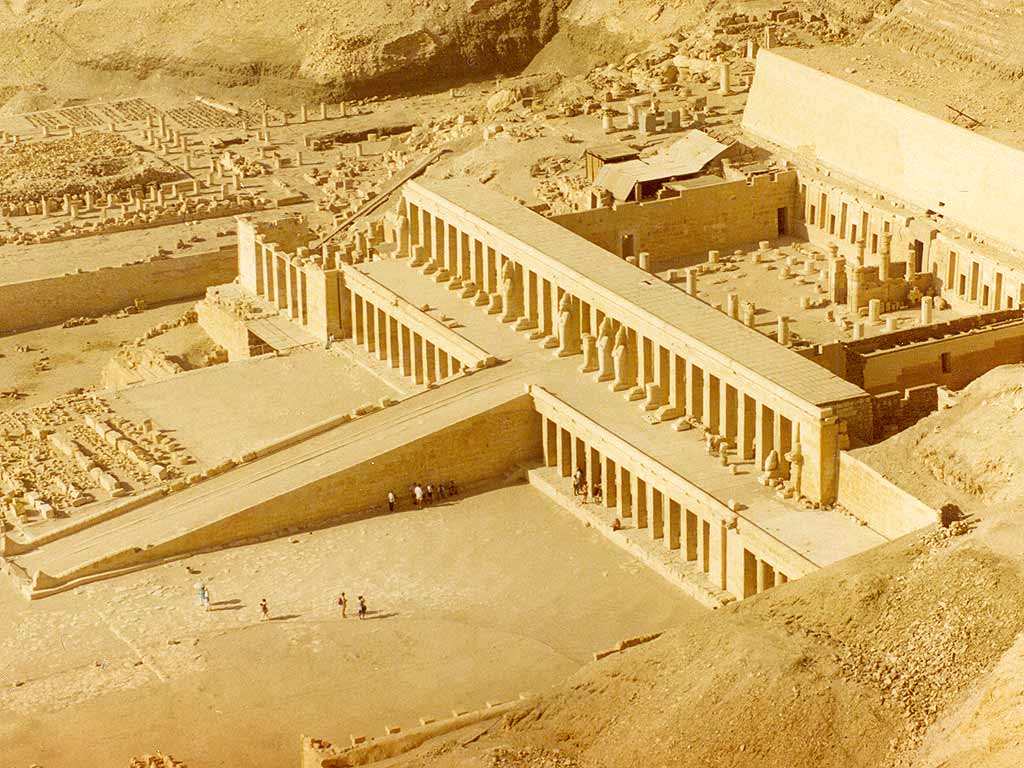
Il tempio di Hatshepsut

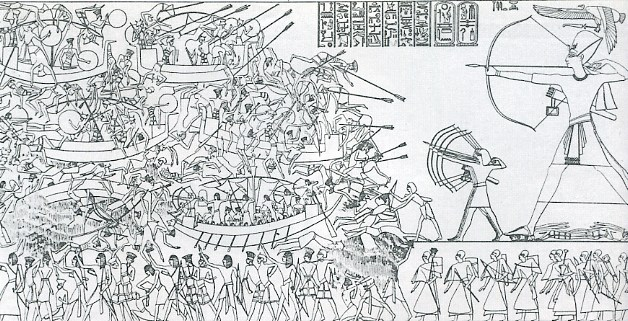
Rilievo da Medinet Habu con scene da una battaglia di Ramses III contro i popoli del Mare

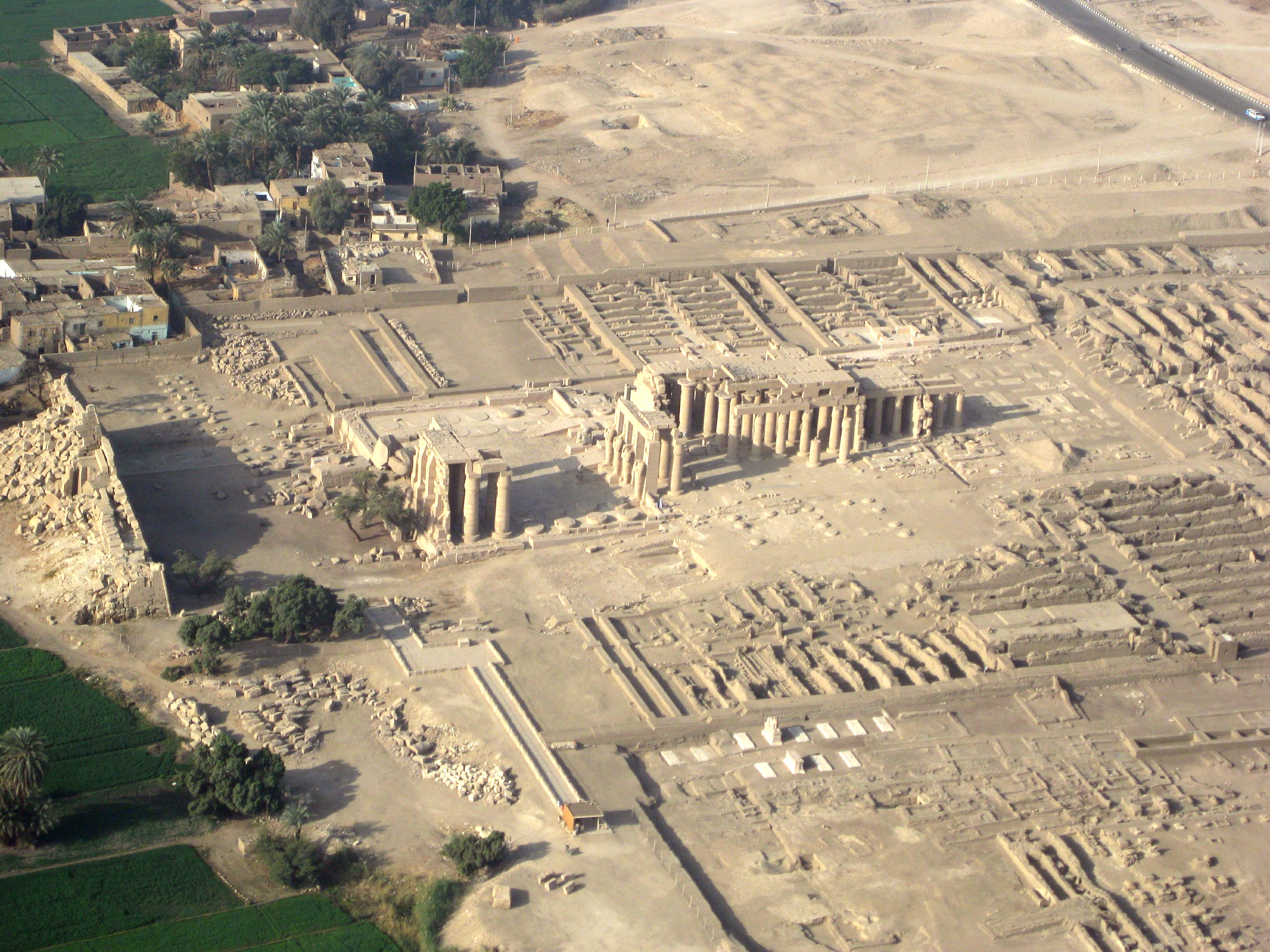
Il Ramesseum di Ramses II

Benché non ascrivibili al novero delle tombe in senso stretto, anche i templi funerari dell'area di Deir el-Bahari, manifestazione grandiosa dei sovrani che li fecero erigere e che sono sepolti nella Valle dei Re, rientrano nella Necropoli tebana:
- Deir el-Bahari
  - Tempio funerario di Mentuhotep II: sorge accanto al tempio di Hatshepsut nella piana di Deir el-Bahari. Il complesso templare di Montuhotep risale alla XI dinastia ed è molto più vasto rispetto a quello di Hatshepsut, ma ne restano oggi pochi ruderi.
  - Tempio funerario di Hatshepsut: soggetto ad ampia anastilosi, il tempio di Hatshepsut (XVIII dinastia) era denominato Djeser-Djeseru ("Santo fra i Santi") e si trova nella piana di Deir el-Bahari alla base delle falesie che la separano dalla Valle dei Re, nelle immediate vicinanze del tempio funerario di Montuhotep II e di quello di Thutmose III.
  - Tempio funerario di Thutmose III: sorge, in posizione arretrata rispetto ai due, tra il tempio di Hatshepsut e quello di Montuhotep nella piana di Deir el-Bahari[9].
- Medinet Habu
  - Tempio funerario e Palazzo di Ramses III: benché noto esclusivamente come tempio, il complesso di Ramses III era associato ad un palazzo reale, residenza del re. L'importanza del complesso, normalmente indicato con la semplice denominazione Medinet Habu, è data in special modo per i rilievi che ospita e che sono riferiti alla guerra contro i popoli del Mare combattuta, e vinta, da Ramses III nel suo ottavo anno di regno.
  - Tempio funerario di Ay e Horemheb
- Tempio funerario di Amenofi III: sorge nell'attuale area di Kom el-Hetan, nota anche come Malqata, ed era il complesso templare più grande di cui si abbia notizia con i suoi oltre 350.000 m2, di cui restano oggi, al 2017 (ma sono in corso scavi archeologici nell'area), solo i due Colossi di Memnone che costituivano la decorazione dell'ingresso. Nella c.d. Corte solare sono inoltre presenti cinque basi di statue recanti rilievi molto importanti per attestare l'estensione di terre, località e popoli sotto la giurisdizione dell'Egitto o con cui il paese aveva relazioni commerciali e diplomatiche, tra cui le isole egee[10]
- Tempio funerario di Merenptah
- Tempio funerario di Ramses IV
- Tempio funerario di Thutmose IV
- Tempio funerario di Thutmose III
- Tempio funerario di Tausert
- Tempio di Nebuenenef
- Gurna
  - Tempio funerario di Seti I
- Tempio funerario di Amenofi II
- Ramesseum (Tempio funerario di Ramses II)